# St. Jakobus der Ältere (Großwimpasing)

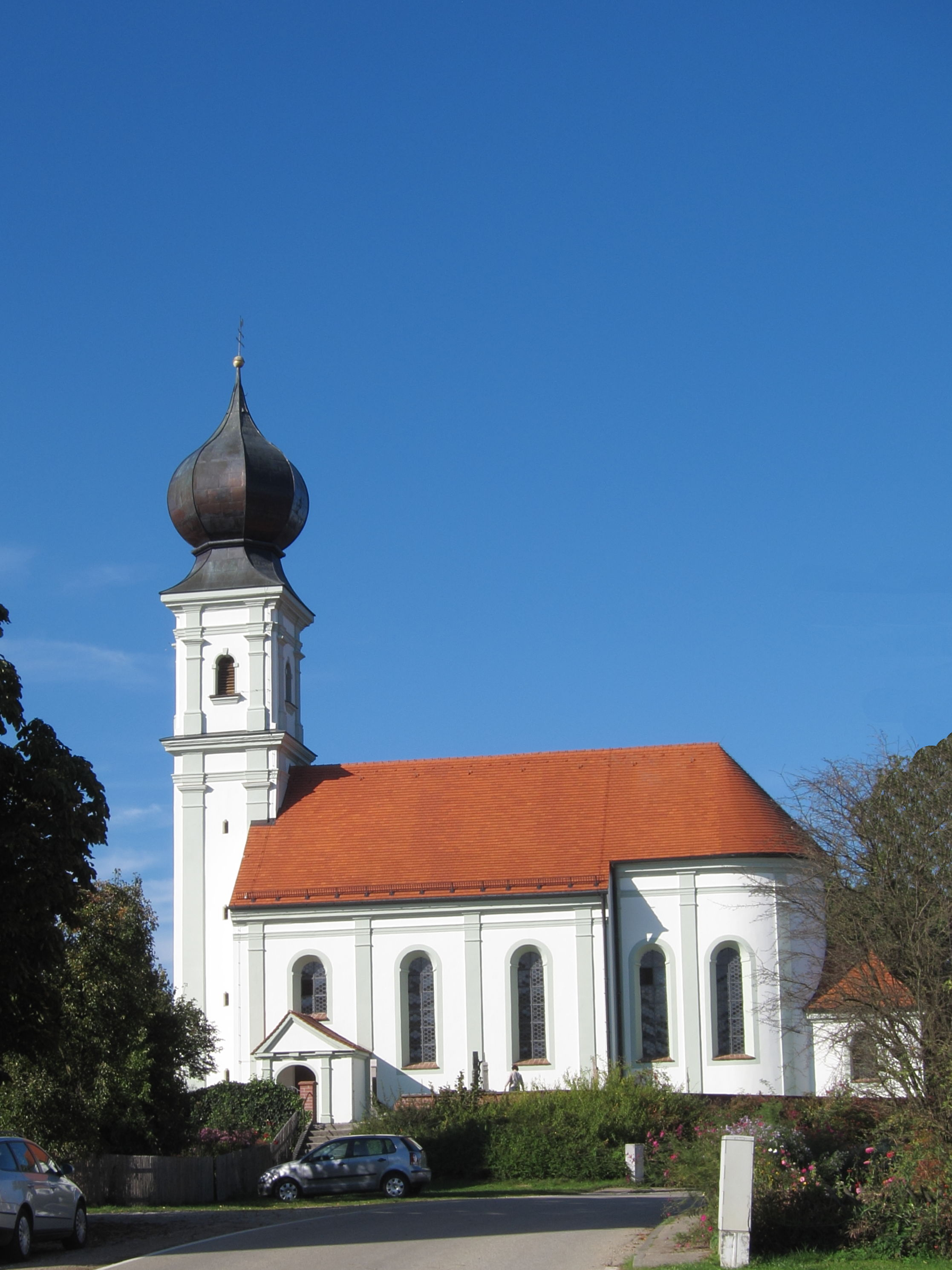
St. Jakobus der Ältere in Großwimpasing

Die römisch-katholische Filialkirche St. Jakobus der Älter steht in Großwimpasing, einem Gemeindeteil von Inning am Holz im Landkreis Erding. Das Bauwerk ist in der Liste der Baudenkmäler in Inning am Holz als Baudenkmal unter der Nr. D-1-77-122-5 eingetragen. Die Kirche gehört zum Pfarrverband Holzland im Dekanat Erding des Erzbistums München und Freising.

## Beschreibung
Die barocke Saalkirche wurde gegen 1725 nach einem Entwurf von Anton Kogler erbaut. Sie besteht aus dem Langhaus, dem eingezogenen, halbrund geschlossenen Chor im Osten, der Sakristei östlich des Chors und dem Kirchturm im Westen. Die Fassaden sind mit Pilastern gegliedert. Den Kirchturm bedeckt eine Zwiebelhaube.
Der Innenraum wurde zur Bauzeit ausgemalt. Der Hochaltar wird von den Skulpturen Johannes des Täufers und des Apostels Matthäus flankiert. 